# Elektrolučno zavarivanje
Elektrolučno zavarivanje jedan je od najčešće upotrebljavanih načina zavarivanja u praksi. Izvor energije za zavarivanje je električni luk. Dio koji se zavaruje obično je plosnat, dok je elektroda štapičasta. Ako se elektroda ne tali (ugljena, volframova), zavarivati se može bez dodavanja ili s dodavanjem materijala. Pri zavarivanju taljivom elektrodom, ona je ujedno dodatni materijal (obično istorodan s osnovnim materijalom koji se zavaruje).
Elektrode za zavarivanje mogu biti gole (ugljeni ili metalni štap, žica ili traka), obložene (metalna jezgra, a obloga mineralni materijal) ili punjene (mineralna jezgra i metalna obloga) ili nekih drugih oblika. Dodatni materijali i elektrode za elektrolučno zavarivanje (i druge načine zavarivanja) su standardizirani za pojedine načine zavarivanja i prema vrsti osnovnog materijala. Priprema, odnosno oblici dodirnih površina koje se zavaruju i njihovih rubova, je standardizirana za pojedine načine zavarivanja i prema vrsti osnovnog materijala.
Što se tiče okoliša u kojem gori električni luk, razlikuje se zavarivanje na zraku, u neutralnim (inertnim) zaštitnim plinovima (argon, helij), u aktivnim zaštitnim plinovima (ugljikov dioksid), u smjesi plinova (argon, ugljikov dioksid, kisik, helij), pod troskom (mineralni prašci), te u posebnim okolnostima (pod vodom, u vakuumu, u bestežinskom stanju). Vrste zaštitnih plinova i plinskih smjesa za zavarivanje i za postupke srodne zavarivanju (na primjer EN 439: 1995.), te zaštitni prašci (na primjer EN 760: 1996.) su standardizirani.
Za elektrolučno zavarivanje se koristi izmjenična električna struja niskog električnog napona od 15 do 50 V, a velike jakosti struje, koja se kreće od 60 do 100 A, a u naročitim slučajevima i do 1 000 A. Zbog toga se električna struja iz gradske mreže, čiji je električni napon uglavnom 220 V ili 380 V, pretvara (transformira) u struju nižeg napona. Pri elektrolučnom zavarivanju pomoću elektroda uspostavljamo i održavamo električni luk, a zbog visoke temperature električnog luka elektroda se tali i stvara zavar.

## Povijest zavarivanja
Povijest spajanja metala je započelo prije nekoliko tisuća godina, u brončano doba i u željezno doba, na prostorima današnje Europe i Bliskog istoka. Razvilo se kao sastavni dio vještina kovača, zlatara i ljevača pri izradi oruđa za rad, oružja, posuda, nakita i građevina.
U srednjem vijeku se razvilo kovačko zavarivanje, gdje su se dva dijela koja su se spajala, na kovačkoj vatri, doveli do bijelog usijanja i ako je bilo potrebno, posipali bi se određenim prahom ili pijeskom za “čišćenje”. Čekićanjem spoja istiskivali bi se s dodirnih površina rastaljeni oksidi ili troska, te se sučeljavaju čiste metalne površine, kada počinju djelovati međuatomske sile dvaju dijelova i dolazi do čvrstog spoja. Najbolji mačevi iz čelika u srednjem vijeku bili su rađeni iz niskougljičnog čelika (do 0,4% ugljika), a na njihove rubove su kovački zavarivane (udarcima čekića u toplom stanju) trake od visokougljičnog čelika (od 1,0 do 2,1% C), koje su uz određenu toplinsku obradu davale tvrde i oštre bridove. Mačevi, vrhovi strijela i koplja, noževi i drugo, kod kojih su primjenjivali kovačko zavarivanje, bili su poznati u Grčkoj, Franačkoj državi, Kini, Japanu, Indoneziji, te u Siriji. Poznata je bila tehnika spajanja traka iz različitih vrsta željeznih materijala kovanjem kao “damasciranje” (od Damask, Sirija), a u cilju postizanja posebnih dobrih svojstava za mačeve i puške.
1802. ruski znanstvenik Vasilij Petrov istražuje električni luk za opću namjenu i predlaže primjenu za zavarivanje. 1882. ruski znanstvenik Nikolaj Benardos prvi koristi električni luk između ugljene elektrode i metala, uz dodavanje žice u metalnu kupku. 1888. ruski znanstvenik Nikolaj Slavjanov je predložio postupak elektrolučnog zavarivanja metalnom elektrodom. 1895. počinje se koristiti aluminotermijsko zavarivanje tračnica i za popravak odljevaka. U isto vrijeme prvi puta se zavaruje plinskim plamenikom, koji je koristio kisik i vodik. Kasnije se razvija plinsko zavarivanje kisik-acetilenskim (O2 + C2H2) plamenom.
1907. švedski znanstvenik prvi patentira i primjenjuje obloženu elektrodu. Obložena elektroda se proizvodila uranjanjem gole žice u otopinu minerala, a od 1936. obloga se nanosi isprešavanjem ili ekstrudiranjem. Od 1925. počinje zavarivanje u zaštitnoj atmosferi vodika, a kasnije se prešlo na argon i helij. Od 1930. primjenjuje se automatsko zavarivanje pod zaštitom praška u brodogradnji SAD-a.
Pred, a posebno poslije Drugog svjetskog rata, počinje razvoj i primjena zavarivanja u zaštitnom plinu - zavarivanje TIG postupkom. Zavarivanje MIG postupkom se počinje primjenjivati 1948., a od 1953. u Sovjetskom Savezu se prvi puta primjenjuje zavarivanje MAG postupkom s CO2 zaštitnim aktivnim plinom. Hladno zavarivanje pod pritiskom se primjenjuje od 1948.
Iza 1950. se razvijaju mnogi novi postupci kao što su: zavarivanje pod troskom (1951.), zavarivanje trenjem (1956.), zavarivanje snopom elektrona (1957.), zavarivanje ultrazvukom (1960.), zavarivanje laserom (1960.), zavarivanje plazmom (1961.) i drugi.
Prvo zavarivanje i toplinsko rezanje u svemiru izveli su 1969. u sovjetskom svemirskom brodu Sojuz 6. 1932. u Rusiji, Konstantin Khrenov je prvi uspješno primijenio podvodno elektrolučno zavarivanje.

## Zavarivački električni luk
Središnji ili strujni dio zavarivačkog električnog luka sadrži pare i kapljice rastaljenog metala i troske, te je blještavo žuto zelenkaste boje. Vanjski dio ili omotač sastoji se uglavnom od užarenih plinova svijetlo crvene boje. Kada je električni luk prevelike duljine, plinovi u vanjskom dijelu ne mogu više zadovoljavajuće štititi središnji dio luka, kojim se kreću kapljice rastaljenog metala, a dolazi i do pojave rasprskavanja metala i tekuće troske. Duljina zavarivačkog električnog luka određuje se kao udaljenost vrha elektrode od površine kupke rastaljenog metala. Kratkim lukom naziva se električni luk približne duljine 2 do 4 mm. Kao normalna duljina luka uzima se 4 do 6 mm. Luk duljine preko 6 mm naziva se dugačkim: on je nestabilan, rastaljeni metal koji prolazi električnim lukom oksidira i spaja se s dušikom iz okolnog zraka, povećava se rasprskavanje rastaljenog metala i troske, dobiva se vrlo krhak metal zavara.
Električni se luk, po svojoj duljini, može podijeliti u tri svojstvena područja i to: anodno područje, katodno područje, te stup električnog luka. Uobičajene temperature katodnog područja (na elektrodi) su do 3 500 °C. Temperatura anodnog područja (na materijalu) nešto je malo viša i ide do 4 200 °C. Temperature u stupu električnog luka kreću se od 5 000 °C do 6 000 °C.
Uzimajući sve zajedno, za jedan zavarivački električni luk može se kazati da ima sljedeće značajke:
- predstavlja zonu plinova, koji se izravno dovode kao zaštitni plinovi ili nastaju izgaranjem obloge ili praška, a bez njih je dobra ionizacija nemoguća,
- provodi električnu struju i dio je strujnog kruga,
- ima odredenu duljinu (najčešće od 3 do 5 mm) koja ne smije biti niti prevelika niti previše mala, a koja odgovara održavanju stabilnog električnog luka,
- ima određeni električni otpor koji odgovara duljini luka, zbog čega dolazi do znatnog porasta temperature u prostoru električnog luka,
- ima određeni pad napona između vrha elektrode i površine zavarivanog metala.
- stvara vlastito magnetsko polje, koje ponekad stvara poteškoće kod zavarivanja,
- toplinski je provodljiv,
- razvija visoke temperature, pa i do 6000 °C u stupu luka,
- izgaranjem obloge elektrode stvara plinove koji snažno struje prema površini rastaljenog metala u krateru električnog luka,
- dolazi do raznih metalurških i kemijskih reakcija,
- emitira svjetlosne, infracrvene i ultraljubičaste zrake, pa je zbog opasnosti

njihovom izlaganju potrebna odgovarajuća zaštita očiju i dijelova tijela, da se izbjegne suzenje očiju, opekotine na koži, i drugo.

### Duljina električnog luka
Duljina električnog luka ovisi o tipu elektrode koja se koristi. Pri radu s golim elektrodama i elektrodama s tankim i srednjim oblogama, duljina luka jednaka je promjeru elektrode.

### Nagib elektrode
Nagib elektrode pri zavarivanju zavisi od tehnike rada, a treba nastojati da elektroda bude što okomitija (oko 80˚).

### Brzina zavarivanja
Brzina zavarivanja ovisi od promjera elektrode, jakosti struje i položaja zavarivanja, a mora biti takva da rastaljeni metal bude dobro zaštićen slojem plivajuće troske.

### Način vođenja vrha elektrode
Način vođenja vrha elektrode u tijeku zavarivanja zavisi od debljine materijala i položaja zavarivanja. Kod spojeva koji se dobivaju uskim zavarom elektroda se može pokretati pravocrtno. Kod polaganja širih zavara električni luk se održava pokretanjem elektrode "cik-cak", jer se tako bolje polaže metal za dodavanje po cijeloj duljini spoja. Za proširenje spoja, elektroda se osim pravocrtnog gibanja, mora i oscilatorno gibati. Prekidanje luka je značajno za kvalitet zavara. Ne smije se vršiti podizanjem elektrode na mjestu završetka, nego treba nisko spuštenu elektrodu vratiti malo unazad, gdje je došlo do skrućivanja metala, pa tu prekinuti luk podizanjem elektrode. Prekid luka se izvodi i izlaženjem elektrode na bokove stranice predmeta ili na dodatnu pločicu. Nepravilno prekidanje luka dovodi do šupljikavosti u zavaru.